# Семёнов, Пётр Сергеевич
Пётр Серге́евич Семёнов (30 июня 1902, Санкт-Петербург — 25 декабря 1986, Москва) — советский военачальник, артиллерист, генерал-полковник. Участник Гражданской, Советско-финской и Великой Отечественной войн, Герой Советского Союза (19 апреля 1945 года).

## Биография
Пётр Семёнов родился 30 июня 1902 года в д. Бор (ныне в составе Плюсского района Псковской области) в семье рабочего. Фамилия по рождению — Феоктистов. По национальности — русский. Окончил 10 классов, после чего поступил на службу в Красную Армию в 1918 году. Участвовал в боях Гражданской войны 1918—1920 годов.
После окончания Гражданской войны, в 1921 году Семёнов окончил Севастопольские артиллерийские курсы, а в 1931 году — артиллерийские курсы усовершенствования командного состава, после чего продолжил службу в строевых артиллерийских частях.
Участник советско-финской войны в 1939—1940 годах и Великой Отечественной войны с 1941 года. Служил в должности командующего артиллерией 50-й армии, а затем — в должности командующего артиллерией 20-й армии. В 1942 году вступил в ряды ВКП(б).
В 1943 году Семёнов был назначен командующим артиллерией 11-й гвардейской армии (3-й Белорусский фронт). В 1945 году, во время штурма Кёнигсберга он чётко организовал и осуществил артиллерийское наступление, в результате которого стрелковые части прорвали мощную оборону внешнего пояса вражеских укреплений. Постоянно находился на наблюдательных пунктах подчинённых ему частей, контролируя ситуацию на поле боя. При форсировании реки Прегель (ныне — Преголя) артиллерия 11-й армии под командованием генерал-лейтенанта Семёнова подавила огневые средства противника, обеспечив переправу и наступление советских войск.
19 апреля 1945 года, указом Президиума Верховного Совета СССР за образцовое выполнение боевых заданий командования на фронте борьбы с немецко-фашистскими захватчиками и проявленные при этом отвагу и геройство гвардии генерал-лейтенанту Петру Сергеевичу Семёнову было присвоено высокое звание Героя Советского Союза.
После войны Пётр Семёнов служил начальником 2-го Ленинградского артиллерийского училища, командующим артиллерией Ленинградского и Прикарпатского военных округов, а также работал в центральном аппарате Министерства обороны СССР, где руководил пусками баллистических ракет на полигонах Новая Земля и Семипалатинск.
В 1969 году генерал-полковник Семёнов был отправлен в отставку. Последние годы жизни провёл в Москве, где и скончался 25 декабря 1986 года.
Был похоронен в Москве на Кунцевском кладбище (участок 9-2).

## Награды
- Герой Советского Союза (19 апреля 1945 года, медаль № 5040);
- четыре ордена Ленина;
- орден Октябрьской Революции;
- четыре ордена Красного Знамени;
- два ордена Суворова II степени;
- орден Отечественной войны I степени;
- орден Трудового Красного Знамени;
- орден Красной Звезды;
- медаль «За победу над Германией в Великой Отечественной войне 1941-1945 гг.»;
- другие медали СССР;
- Рыцарь-Командор ордена Британской империи;
- другие иностранные ордена и медали.

## Сочинения
- П. С. Семёнов: Воспоминания // «Знамя». 1986. № 12.